# Daniel Sestrajcic
Daniel Sestrajcic, född 2 februari 1976 i Sankt Johannes församling i Norrköping, är en svensk politiker (vänsterpartist), som var ordinarie riksdagsledamot 2014–2017, invald för Malmö kommuns valkrets.
Daniel Sestrajcic är tidigare ordförande för kulturnämnden i Malmö kommun och för Vänsterpartiet Malmö. Han invaldes i Sveriges riksdag 2014, men avsade sig sin riksdagsplats i augusti 2017. Han efterträds av Momodou Jallow.
Daniel Sestrajcic är på riksnivå känd för sin kamp för Palestina. Han gjorde den 8 oktober 2015 motstånd då polisen skulle riva ett tältläger som palestinier slagit upp utanför Migrationsverkets lokaler i Malmö. Den 3 juni 2016 väckte åklagaren åtal mot Sestrajcic för ohörsamhet mot ordningsmakten. Han fälldes i tingsrätten och dömdes till dagsböter.